# Hans Nicolai Sunde
Hans Nicolai Sunde, auch Nicolay Sunde (* 18. September 1823 in Husum, Herzogtum Schleswig; † 8. Januar 1864 in Kiel, Herzogtum Holstein), war ein deutscher Genre- und Porträtmaler.

## Leben
Sunde, von Geburt an körperbehinderter Sohn des Norwegers Ohle Johannes Sunde, des Kapitäns des dänischen Linienschiffs Christian VIII., und dessen Frau Dorothea, geborene Storm, zeigte früh ein Interesse für die Malerei. Nach einer Lehre in einer lithografischen Anstalt in Altona bei Hamburg erhielt er eine akademische Malerausbildung in Kopenhagen, Antwerpen, München und Düsseldorf. An der Kunstakademie München schrieb er sich am 25. April 1847 ein. Ein Studienaufenthalt in Düsseldorf, damals Zentrum der Düsseldorfer Malerschule, ist für das Jahr 1856 belegt.
Der Schriftsteller Theodor Storm, der ab 1843 in Husum als Rechtsanwalt arbeitete und zu dem näheren sozialen Umfeld Sundes gehörte, ließ sich in der 1867 erschienenen Novelle Eine Malerarbeit durch Sunde zu der Figur des kleinen buckligen Malers Edde Brunken inspirieren. Porträts von Storm und dessen Ehefrau Constanze, geborene Esmarch (1825–1865), malte Sunde im Jahr 1857.